# Ange Tancrède de Rieti
Frère Ange Tancrède de Rieti (? - 13 février 1258) est un religieux et écrivain italien. C'est l'un des premiers disciples et des plus proches compagnons de saint François d'Assise.

## Biographie

### Le disciple
Son prénom est Angelo, et il est probablement le fils de Tancrède et le frère de Raimondo qui apparaissent dans les documents de la ville de Rieti.
Il est d'origine noble, et avait probablement déjà combattu comme chevalier. 
Luc de Wadding raconte comment il devint le douzième disciple de Saint François,, : 

« [François et ses onze premiers disciples] demeurèrent deux jours à Rieti, et rencontrant un gentilhomme de ce lieu appelé Ange Tancrède, saint François, sans le connaître, mais par une inspiration de Dieu, lui dit d'abord, Seigneur Tancrède , vous avez assez longtemps porté le baudrier, l'épée et les éperons, il faut à leur place prendre une corde, une croix et les boues des chemins, suivez-moi et je vous ferai soldat de Jésus-Christ. Merveille ! la grâce de Dieu toucha si puissamment le cœur de cet homme, qu’immédiatement il abandonna toutes choses pour se joindre à celui qui l'appelait, et dès le lendemain il prit son habit, et  fut le douzième de ses disciples »

Ange Tancrère fait partie des onze ou douze disciples qui en 1210 accompagnent François à Rome lors de leur première audience avec le pape en vue de lui faire accepter les règles de la nouvelle communauté.
Ange devient rapidement l'un des compagnons les plus proches du saint : « il lui est très cher », écrit Thomas de Celano. Il était de si douce compagnie que François disait qu'un frère serait idéal s'il « garde la foi du Bienheureux Bernard de Quintavalle, la simplicité et la pureté de frère Léon, la mortification et l'humilité de frère Junipère, et la courtoisie de frère Angelo de Rieti »,.
Une anecdote raconte que, malgré son origine chevaleresque, il n'osait pas passer la nuit seul en prière à cause des démons qui le harcelaient. Saint François lui commanda d'aller à minuit sur une haute montagne, et de clamer : « Démons superbes, venez tous maintenant et faites-moi tout le mal que vous pourrez ». Ayant suivi à la lettre cet ordre, les démons le laissèrent ensuite sans plus le gêner.
Avec frère Massée de Marignan, il accompagne François lors de ses premières prédications à Savurniano,. Toujours accompagné de Massée, ils assistent, entre Cannaio et Bevagno au fameux sermons aux oiseaux du saint.
Il accompagne François à Rome en 1223 lors de la présentation au pape de la seconde règle. Herbergé au palais du cardinal Leone Brancaleone, François le rejoint peu après. Ils passent une mauvaise nuit, assaillis par les démons, avant de comprendre que la raison en est le luxe du palais, incompatible avec leur idéal de pauvreté. C'est probablement l'occasion d'une leçon de pauvreté du saint à son disciple.
Ange fait partie des frères qui accompagnent François sur l'Alverne, quand il recevra les stigmates en septembre 1224. À partir de cette date et jusqu'à la mort de du saint, il fait partie, avec Léon et Ruffin notamment, des frères qui ne quittent plus François. 
Il est possible que François trouvait en Ange les qualités chevaleresques et nobles qui l'avaient fasciné quand il était jeune et alors grand amateur de romans de chevalerie. La courtoisie et la discrétion d'Angelo, tant vantées par saint François, était un ensemble de qualités naturelles et spirituelles, qui se traduisaient par une amabilité d'expression, des qualités humaines, des capacités d'écoute, de respect des autres et de maturité de jugement.
Pour ces qualités, Francesco choisit frère Angelo comme son tuteur personnel, auquel il voulait obéir en tout. La tâche délicate de tuteur du Poverello le place dans une position privilégiée, mais aussi de grande responsabilité. Surtout dans la période qui va de l'arrivée du saint à Rieti, au début de l'été 1225, jusqu'au moment de sa mort. Les biographes mentionnent fréquemment la tutelle d'Ange Tancrède. Ce dernier l'avait très bien accueilli dans sa ville natale de Rieti, lorsqu'il y est arrivé pour se faire soigner pour ses yeux. C'est sans aucun doute Angelo qui s'est occupé de tout, par exemple pour résoudre le problème du transport d'un malade dans des conditions difficiles.
Il l’accompagne également dans la chapelle Saint-Damien au côté de sainte Claire quand, malade et presque aveugle, François compose le Cantique des créatures. Avec le frère Léon, il chante parfois ce poème pour consoler François, affligé par ses souffrances et les dissensions dans la communauté,.
Sentant la mort imminente, François demanda que Frère Ange et Frère Léon lui chantent encore une fois le Cantique des créatures, et leur fait ajouter la dernière  strophe, à « Sœur la Mort ». Ce fut le dernier hommage que le frère de Rieti put rendre à son père bien-aimé qui meurt peu après, le 3 octobre 1226 à la Portioncule.

### Après la mort de Saint François
Au cours des décennies troublées qui suivront la mort de Saint François, Ange restera fidèle à l'idéal primitif du saint, même s'il ne s'opposera pas aussi brutalement que frère Léon à Élie de Cortone, alors ministre général de l'Ordre des frères mineurs. Peut-être en raison de son caractère aimable et accommodant, il semble moins persécuté par Élie de Cortone que les autres spirituels.
En 1244, il lui est demandé de rassembler ses souvenirs avec ceux des frères Léon et Ruffin afin de composer une vie de saint François, qui sera nommée La Légende des trois compagnons (Legenda trium sociorum),. Un texte de ce nom nous est parvenu, mais il n'est sans doute pas l'original. 
En août 1246, il n'est plus à Assise mais à Greccio avec Léon et Ruffin. Il est possible que l'arrivée massive de clercs et d'érudits à Assise aient créé des difficultés aux « solitaires » de la Portioncule. À l'ermitage de Greccio, en communion avec la nature la nature, ils pouvaient peut-être revivre le souvenir de la fraternité franciscaine primitive. C'est peut-être la mauvaise santé de Claire qui fait rentrer les trois compagnons à Assise.
Comme son inséparable ami frère Léon, Ange restera en effet très attaché à Sainte Claire. Tous deux assisteront aux derniers moments de la vie de la sainte le 11 août 1253,, : « Sont présents ces deux bienheureux compagnons du bienheureux François, dont l'un, Ange, lui-même en larmes console les affligés ; l'autre, Léon, baise le lit de Claire. ». Ses bonnes relations avec l'Ordre des pauvres dames (Clarisses) continuent après la mort de Claire. Entre 1253 et 1257, avec Léon, ils confient ainsi à Bénédicte, la nouvelle abbesse du couvent de Saint-Damien, le bréviaire de Saint François, aujourd'hui conservé dans le trésor de la basilique Sainte-Claire d'Assise,. 
Luc de Wadding rapporte la mort de frère Ange de Rieti, « illustre pour ses vertus et pour ses miracles » vers 1258 d'après Wadding et plus précisément le 13 février 1258 pour Ludovico Jacobilli, date anniversaire de sa mort auquel il est célébré comme béatifié,.
Après sa mort, son corps est d'abord déposé dans la chapelle Saint Jean l'évangéliste avant d'être transféré dans la Basilique Saint-François d'Assise au côté de Saint François, avec les frères Léon, Massée et Ruffin.

## Ange Tancrède dans les arts
Il n'apparaît que dans un seul (chapitre 16) des Fioretti de saint François d'Assise.